# André Abdon
André dos Santos Abdon, ou apenas André Abdon (Belém, 10 de novembro de 1970) é um engenheiro florestal e político brasileiro, nascido no Pará mas com carreira política no Amapá.
Foi deputado federal pelo Amapá, eleito pelo Partido Republicano Brasileiro (PRB), porém durante o mandato filiou-se ao Progressistas (PP).

## Biografia

### Primeiros anos e formação acadêmica
Filho do ex-deputado José Abdon, André nasceu em Belém, capital do estado do Pará, em 1970. Mudou-se para o Amapá com apenas um ano de idade. Graduou-se no curso engenharia florestal pela antiga Faculdade de Ciências Agrárias do Pará (FCAP), atual Universidade Federal Rural da Amazônia (UFRA).

### Atuação
Ingressou por concurso público nos quadros da prefeitura de Macapá, lotado na Secretaria Municipal do Meio Ambiente.

## Política

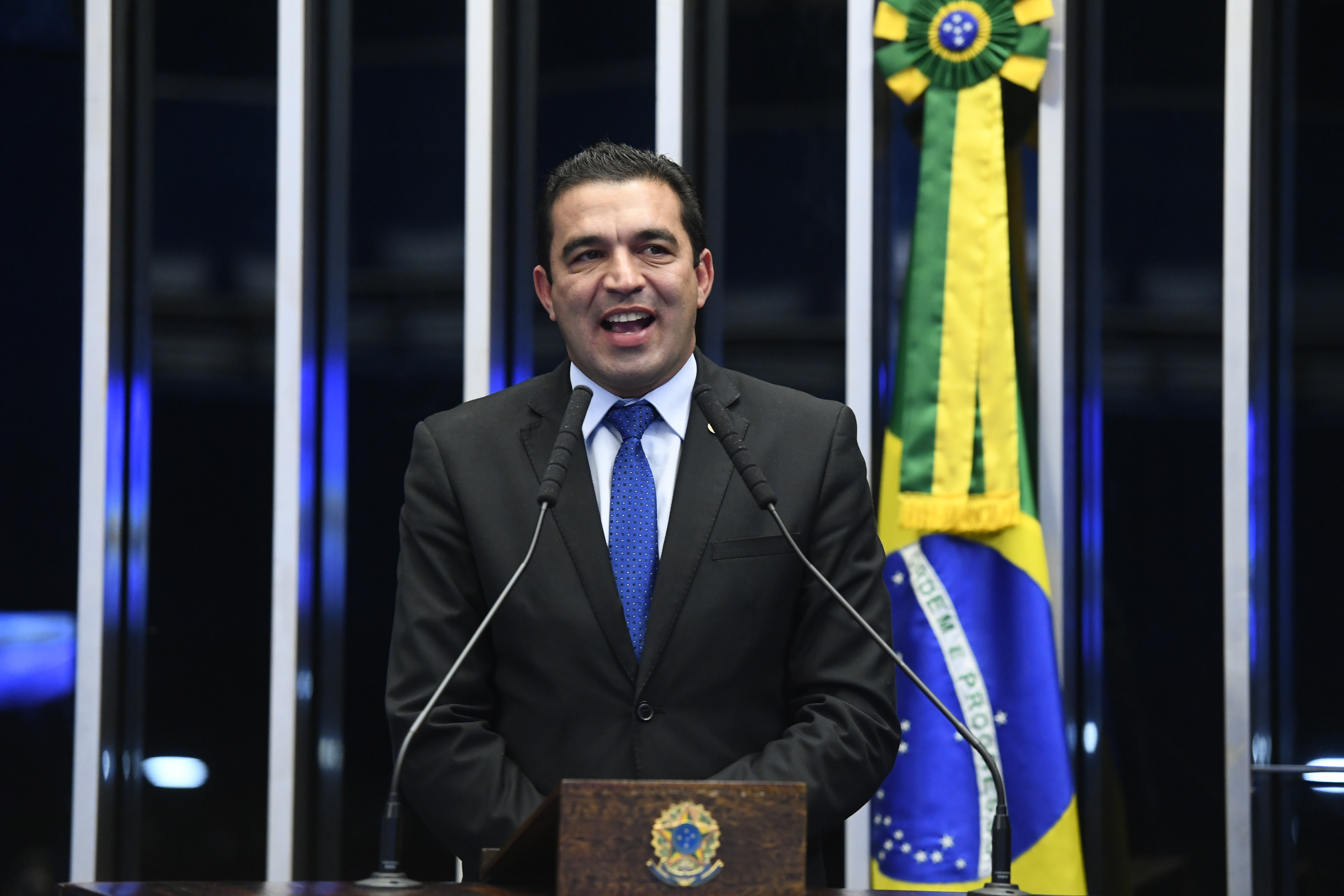
André Abdon em sessão do Senado.

Filiado ao Partido Trabalhista Brasileiro (PTB), disputou ao cargo de vereador de Macapá em 2008. Após receber 1 646 votos não foi eleito. Em 2010, candidatou-se a deputado federal, não sendo eleito após receber 4 304 votos.
Deixou o PTB, onde filiou-se ao Partido da República (PR) para concorrer ao cargo de vereador por Macapá em 2012. Novamente, não foi eleito após receber 2 084 votos.
Em 2014, após três pleitos, foi eleito pela primeira vez após disputar a eleição de deputado federal pelo Amapá, filiado ao  Partido Republicano Brasileiro (PRB), sendo o primeiro integrante deste partido a ser eleito para a Câmara dos Deputados pelo Amapá, após receber 13 798 votos. Em maio de 2016 anunciou sua filiação ao Partido Progressista (PP).
Em abril de 2017 votou a favor da Reforma Trabalhista. Em agosto de 2017 votou a favor do presidente Michel Temer (MDB), no processo em que se pedia abertura de investigação, e que poderia afastá-lo da presidência da república. O voto do deputado ajudou a arquivar a denúncia do Ministério Público Federal (MPF). Em 25 de Outubro de 2017, na segunda denúncia, votou novamente a favor de Temer.
Em 2018, foi reeleito deputado federal pelo Amapá, após conquistar 12 856 votos. Votou a favor do processo de privatização da Eletrobras. No ano de 2022, não conseguiu a reeleição após receber 11 380 votos para a Câmara dos Deputados.

### Desempenho eleitoral
| Ano  | Cargo                       | Partido | Votos  | Resultado  | Ref.   |
| ---- | --------------------------- | ------- | ------ | ---------- | ------ |
| 2008 | Vereador de Macapá          | PTB     | 1 646  | Não eleito | [ 6 ]  |
| 2010 | Deputado federal pelo Amapá | PTB     | 4 304  | Não eleito | [ 7 ]  |
| 2012 | Vereador de Macapá          | PR      | 2 084  | Não eleito | [ 16 ] |
| 2014 | Deputado federal pelo Amapá | PRB     | 13 798 | Eleito     | [ 17 ] |
| 2018 | Deputado federal pelo Amapá | PP      | 12 856 | Eleito     | [ 18 ] |
| 2022 | Deputado federal pelo Amapá | PP      | 11 380 | Não eleito | [ 19 ] |